# Pierre Amalou
Pierre Amalou, né le 2 février 1933 à Marseille, est un homme d'affaires français. Après avoir effectué une partie de sa carrière dans le secteur du tourisme, il a participé à la création de plusieurs médias dont Radio Classique.

## Biographie

### Famille
Pierre Amalou est né à Marseille le 2 février 1933 du mariage d'Ernest Félix Amalou (1908-1989) et de Marie-Augustine Monclard (1913-1959). De sa première union avec Andrée Stefanini naissent quatre filles : Chantal, Isabelle, Brigitte et Magali. En 2003, il épouse Laurence Minard. De cette union naissent deux enfants, Quentin et César

### Vie professionnelle
Pierre Amalou commence sa vie professionnelle dans le port de Marseille en tant que garçon de courses. Il devient très vite commis en douane-employé de transit, puis directeur d’une agence de transit à Paris. En 1956, il part mettre en pratique ses compétences dans le transit au Sénégal (Dakar) et enfin, en 1968, au Mexique (Mexico).
Au Mexique, il commence sa carrière dans le tourisme en y créant une agence de voyages pour y recevoir les touristes français.
À son retour en France, il prend la direction de Club Vacances, filiale du groupe SCAC, où il gère 5 000 lits en villages de vacances, puis prend en charge la direction générale de Voyage Conseil, filiale tourisme du Crédit agricole, qui fait voyager jusqu’à 500 000 Français par an.
Il passe ensuite du tourisme à la presse touristique en prenant la tête de L’Expansion Voyages et L’Expansion Espace Bureau, titres du groupe L'Expansion, puis du magazine spécialisé Tour' Hebdo puis une dizaine d'autres titres de presse professionnelle appartenant au Groupe Liaisons.
En 1977, il effectue également un mandat de conseiller municipal dans le village de Villac en Dordogne.
En janvier 1983, sur une idée de Jean-Louis Servan-Schreiber, président du Groupe de presse L’Expansion, et avec son soutien, Pierre Amalou crée la station de radio Radio Classique, alors animée par d'anciens producteurs de France Musique. Il préside la chaîne pendant quelques années tout en poursuivant ses actions dans le tourisme, jusqu’à la cession finale de la radio au groupe LVMH en 1999.
Il crée ensuite deux titres de presse touristique : Performances Tourisme, remplacé par la suite par le magazine Stratégos.
Il rédige des ouvrages pratiques comme Bien manger près des autoroutes, « Tourisme, éthique et développement », ou encore Mémoires du Tourisme.

### Les Pionniers de l'Innovation
Il est le créateur des Pionniers de L'innovation, série d'événements commencée en l'an 2000. Connu comme étant l'un des événements incontournables de la profession touristique en France, les Pionniers rassemblent chaque année dans une destination différente les grands penseurs et décideurs du tourisme autour des problématiques actuelles du secteur.
En 2014, Stratégos et le Forum des Pionniers sont repris par l’École de commerce spécialisée dans le tourisme (Escaet) à Aix-en-Provence,,.

## Publications
- Bien manger près des autoroutes, éditions Ramsay, 1977  (ISBN 978-2-85956-017-1)
disponible sur Gallica[11]
- Tourisme, éthique et développement, avec Hervé Barioulet et François Vellas, éditions L'Harmattan, 2001,  (ISBN 978-2-74750-988-6)
Présentation en ligne sur le site tourisme-espaces.com[12]
- Mémoires du tourisme : Des hommes qui ont inventé le tourisme (sous la dir.), 2005

## Distinctions
En 1976, il est nommé chevalier du Mérite agricole.
Le 6 avril 2007, il est nommé chevalier dans l'ordre national de la Légion d'honneur au titre de « directeur de la rédaction d'un magazine professionnel du tourisme ; 57 ans d'activités professionnelles, de fonctions électives et de services militaires ».